# نوباء يابانية
نوباء يابانية (الاسم العلمي:Alternaria japonica) هو نوع من الفطريات يتبع جنس النوباء من الفصيلة البوغيانية.